# Карасай (Акмолинская область)
Караса́й (каз. Қарасай, до 2009 г. — Степо́к) — село в Аккольском районе Акмолинской области Казахстана. Входит в состав Карасайского сельского округа. Код КАТО — 113241200.

## География
Село расположено на берегу реки Тасмола (по досоветским источникам она же Карак-Карасу, она же Ащи-Айрык) в восточной части района, на расстоянии примерно 70 километров (по прямой) к востоку от административного центра района — города Акколь, в 18 километрах к югу от административного центра сельского округа — аула Кына. 
Абсолютная высота — 281 метров над уровнем моря.
Климат холодно-умеренный, с хорошей влажностью. Среднегодовая температура воздуха положительная и составляет около +3,8°С. Среднемесячная температура воздуха в июле достигает +20,1°С. Среднемесячная температура января составляет около −14,9°С. Среднегодовое количество осадков составляет около 405 мм. Основная часть осадков выпадает в период с июня по август.
Ближайшие населённые пункты: аул Кына — на севере, село Каратобинское — на юго-западе.
Близ села проходит просёлочная дорога «Жолымбет — Кына».

## История
Село основано в 1898 году как переселенческий участок Акмолинского уезда с названием «Степок» с нарезкой земли на 559 душ из расчёта по 15 десятин на каждую. В 1901 году была прирезка земли ещё на 99 душ. Сельское общество «Степок» образовано после заселения участка в 1908 году. В этом же году построено 3 казённых колодца, но вода в них была солёная. Река для водопоя пригодна
была только весной. Школа от Министерства просвещения открыта в 1911 году.
Православные жители села были прихожанами Николаевской церкви в селе Нецветаевском (оно же Еленовка) в 20 верстах.

## Население
В 1916 году население села составляло 423 мужчин и 336 женщин.
В 1989 году население села составляло 1218 человек (из них русские — 35 %, казахи — 24 %).
В 1999 году население села составляло 861 человек (428 мужчин и 433 женщины). По данным переписи 2009 года, в селе проживало 497 человек (250 мужчин и 247 женщин).
| Численность населения | Численность населения | Численность населения |
| 1989                  | 1999                  | 2009                  |
| --------------------- | --------------------- | --------------------- |
| 1218                  | ↘861                  | ↘497                  |